# Rudy Kousbroek

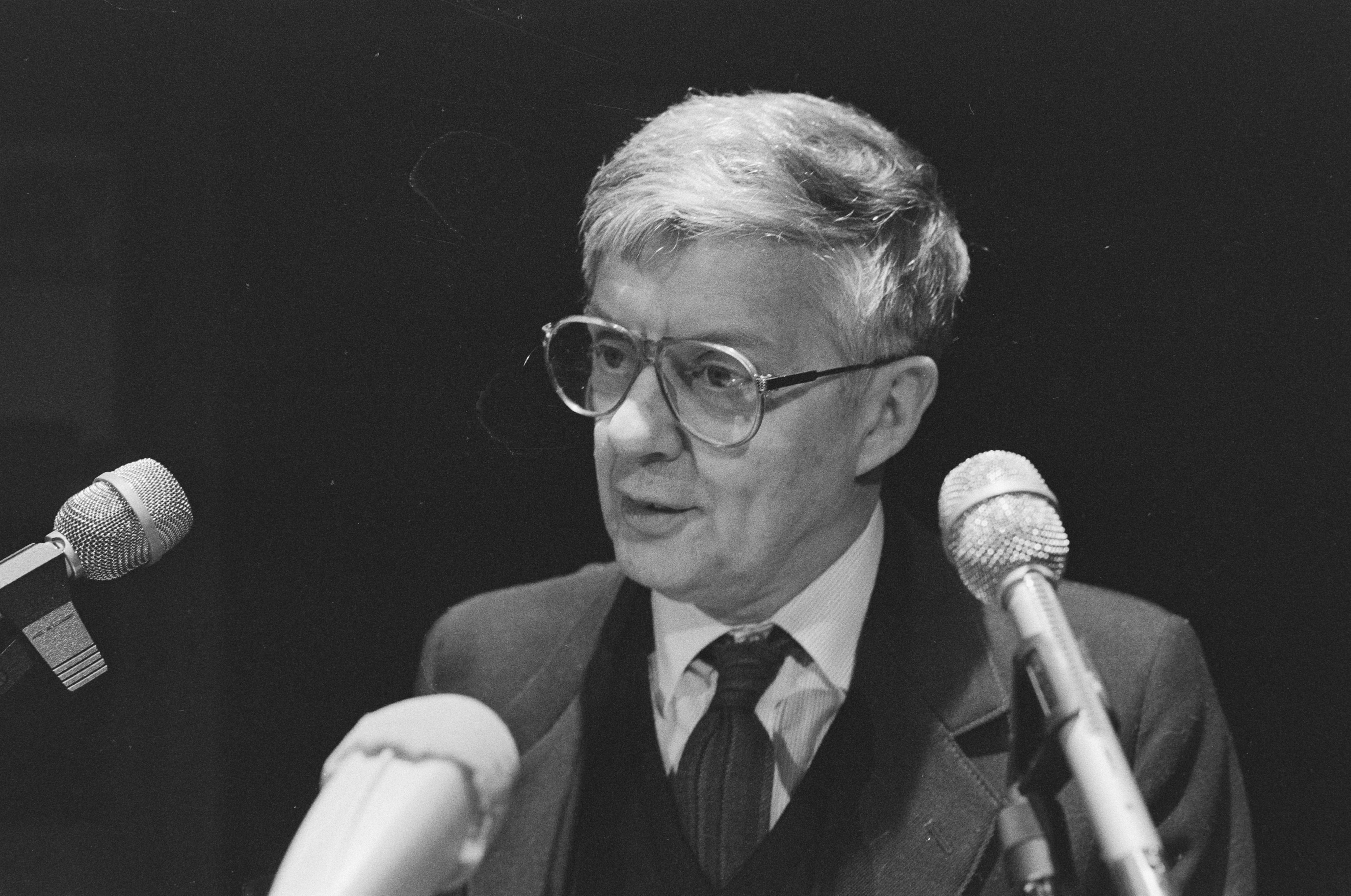
Rudy Kousbroek, 1987

Herman Rudolf (Rudy) Kousbroek (* 1. November 1929, Pematang Siantar, an der Ostküste von Nordsumatra, Niederländisch-Indien; † 4. April 2010, Leiden) war ein niederländischer Autor, Dichter und Essayist. Er benutzte die Pseudonyme Leopold de Buch und Fred Coyett. Kousbroek gehört zu der literarischen Gruppe, die man Vijftigers (Fünfziger) nennt, wie Hugo Claus, Lucebert und Gerrit Kouwenaar, außerdem Remco Campert, der mit Kousbroek die Zeitschrift Braak herausgegeben hat.

## Biografie
Kousbroek wuchs in Niederländisch-Indien auf, das 1942 von den Japanern besetzt wurde und aus dem 1945/1949 Indonesien wurde. Er wurde mit seinen Eltern von den Japanern in einem ihrer Lager interniert. Er hat 1995 einen Bericht über eine Reise an seine indonesischen Erinnerungsorte veröffentlicht (Terug naar Negri Pan Erkoms). Das niederländische Fernsehen begleitete ihn auf seiner Japanreise, das Buch dazu, In der Zeitmaschine durch Japan, erschien 2000.
Kousbroek studierte Mathematik und Physik in Amsterdam und in seiner Pariser Zeit Japanisch und Chinesisch. Er hat dort von 1950 bis 1971 gelebt. Er war mit der US-amerikanischen Schriftstellerin Ethel Portnoy (1927–2004) verheiratet. Sie hatten zwei Kinder; die Tochter Hepzibah Kousbroek (1954–2009) ist mit einem autobiographischen Buch über ihre tödliche Krankheit bekannt geworden.
Kousbroek war in zweiter Ehe mit der irischen Autorin und Sinologin Sarah Hart verheiratet. Sie haben eine Tochter. Er lebte zuletzt in Leiden. 1994 verlieh ihm die Rijksuniversiteit Groningen die Ehrendoktorwürde in Philosophie. Er hat oft über Tiere geschrieben (De aaibaarheidsfactor – Der Streichelbarkeitsfaktor) und trat bei den Wahlen zum Europaparlament 2004 und den Wahlen zum niederländischen Parlament 2006 für die Partij voor de Dieren an.

## Auszeichnungen
- 1969 – Preis der Gemeinde Amsterdam für Essays für sein Buch über den Pariser Mai 1968, Revolutie in een industriestaat.
- 1975 – P.C. Hooft-Preis für Essayistik (für Kousbroeks Gesamtwerk).
- 2005 – Jan Hanlo Essay Preis, für Opgespoorde wonderen.

## Bibliografie
- 1953 – De begrafenis van een keerkring (Dichtung)
- 1968 – Revolutie in een industriestaat (Kousbroeks überarbeitete und ergänzte Reportagen aus der Zeitschrift Vrij Nederland, die unter dem Pseudonym Leopold de Buch erschienen. Dazu Reportagen von Bob Groen, dem Pariser Korrespondenten der Volkskrant, der Titel dieses ersten Teils des Buches ist „De verbeelding aan de macht“.)
- 1969 – De aaibaarheidsfactor, gevolgd door Die wacht am IJskast
- 1969 – Anathema’s 1
- 1970 – Het avondrood der magiërs
- 1970 – Anathema’s 2
- 1970 – Het gemaskerde woord. Anathema’s 1, 2 en 3
- 1971 – Een kuil om snikkend in te vallen
- 1971 – Anathema’s 3
- 1973 – Ethologie en cultuurfilosofie – Huizinga-Vorlesung über Verhaltensforschung und Kulturphilosophie.
- 1978 – Een passage naar Indië
- 1978 – Stijloefeningen (niederländische Übersetzung bzw. Adaption von Raymond Queneaus Exercices de Style (1947)[2])
- 1978 – De aaibaarheidsfactor. Erweiterte Ausgabe.
- 1979 – Anathema’s 4, De waanzin aan de macht
- 1981 – Vincent of het geheim van zijn vaders lichaam 1975 und 1976 im NRC Handelsblatt Feuilleton erschienen, unter dem Namen Fred Coyett.
- 1983 – Wat en Hoe in het Kats
- 1984 – De logologische ruimte
- 1984 – Anathema’s 5. Het meer der herinnering
- 1985 – Het rijk van Jabeer. Getransformeerde sprookjes. Mit Beiträgen von Joost Roelofsz.
- 1987 – Lief Java
- 1987 – Nederland: een bewoond gordijn. Ein Bücherwochen-Essay.
- 1988 – Een zuivere schim in een vervuilde schepping. Ein kleines Buch über den griechischen Dichter Konstantinos Kavafis.
- 1988 – Dagelijkse wonderen
- 1988 – Anathema’s 7, De onmogelijke liefde
- 1989 – Morgen spelen wij verder
- 1989 – De archeologie van de auto
- 1990 – Einsteins poppenhuis, Essays over filosofie 1
- 1990 – Het Paleis in de verbeelding
- 1990 – Lieve kinderen hoor mijn lied
- 1992 – Anathema’s 6, Het Oostindisch kampsyndroom
- 1993 – Anathema’s 8, De vrolijke wanhoop
- 1993 – Varkensliedjes
- 1995 – Terug naar Negri Pan Erkoms
- 1997 – Hoger honing
- 1998 – Verloren goeling
- 2000 – In de tijdmachine door Japan
- 2003 – Opgespoorde wonderen: fotosynthese (Fiktion und Fotografie)
- 2003 – Die Winterreise (Hörbuch, Erzählungen)
- 2003 – Dierentalen en andere gedichten (Gedichte)
- 2005 – Verborgen verwantschappen: fotosynthese (Fiktion; Fotografie)
- 2005 – Het Oostindisch kampsyndroom. Erweiterte fünfte Auflage.
- 2006 – De archeologie van de auto Erweiterte Ausgabe.
- 2007 – Het raadsel der herkenning: fotosynthese 3 (Fiktion; Fotografie)
- 2009 – Medereizigers; over de liefde tussen mensen en dieren
- 2009 – Machines en emoties (Briefwechsel zwischen Willem Frederik Hermans, Rudy Kousbroek und Ethel Portnoy)
- 2010 – Anathema’s 9, Restjes